# David Rohl
David Michael Rohl (* 12. September 1950 in Manchester) ist ein britischer Ägyptologe und Musiker. Er hat eine umstrittene Theorie zur Chronologie des Alten Ägypten, Israels und Palästinas entwickelt. Hierbei datiert er den Auszug Israels aus Ägypten auf 1447 v. Chr.

## Leben
Rohl nahm im Alter von 9 Jahren mit seiner Mutter an einer Schiffsreise auf dem Nil teil, die sie von Kairo zum Assuan-Staudamm und den monumentalen Statuen von Abu Simbel führte. Für die Flussreise war von staatlicher Seite die königliche Yacht des damaligen Königs Faruq, der Raddampfer Kased Kheir, beschlagnahmt worden und der Junge durfte in der Königssuite übernachten. Dieses Erlebnis beeinflusste sein weiteres Leben. Im Jahr 1967 gründete er unter dem Namen „the Sign Of Life“ eine Band, die später in „Ankh“ umbenannt wurde. Anch ist der Name einer ägyptischen Hieroglyphe, die für die Schleife des Lebens steht. Die Band nahm gemeinsam mit Eric Stewart einige Stücke in den Strawberry Studios in Stockport auf. Vertigo Records ließ sie ein Album aufnehmen, weigerte sich dann jedoch es zu veröffentlichen. Die Bandmitglieder trennten sich daraufhin. Rohl begann 1969 am Institute of Incorporated Photographers des Manchester College of Art ein Studium der Fotografie, das er 1970 abschloss. Zu seinen ersten Werken zählte eine Fotoserie von The Moody Blues. Er eröffnete in Poynton gegenüber der Studios von Stockport die Camel Studios. Rohl war in den 1970er Jahren und erneut im neuen Jahrhundert auch als Komponist, Produzent und Keyboarder für sein Projekt „Mandalaband“ (bekanntestes von vier Alben: The Eye Of Wendor: Prophecies) sowie als Tontechniker aktiv. Er arbeitete mit namhaften Musikern und Bands zusammen, unter ihnen Maddy Prior, Justin Hayward, 10 CC und Barclay James Harvest.
Er wurde von 1986 bis 2002 Herausgeber des Journal of the Ancient Chronology Forum. Er beschloss nun Ägyptologe zu werden und seinen Kindheitstraum zu verwirklichen. 1987 begann er sein Studium am University College in London und erwarb 1990 den BA-Abschluss in Frühgeschichte und Ägyptologie. In seinem ersten Buch A Test of Time stellte Rohl seine Theorien für eine Neue Chronologie des alten Ägypten vor, die Thema seiner Doktorarbeit waren insbesondere die Chronologie der Dritten Zwischenzeit Ägyptens – lange nachdem Kenneth Kitchen 1973 sein Werk zu dieser Periode veröffentlicht hatte. Er entfachte damit neue Debatten um die Chronologie. Eine detaillierte Diskussion seiner Thesen findet sich bei Pieter Gert van der Veen und Uwe Zerbst Biblische Archäologie am Scheideweg? (2002/2003). Obwohl auch diese Autoren von einer kürzeren Chronologie ausgehen, halten sie die Chronologie Rohls für zu drastisch. 1993 schloss er weitere Studiengänge zur mykenischen, minoischen und levantinischen Archäologie ab. Anschließend beteiligte er sich an der dreiteiligen Fernsehdokumentation Pharaohs and Kings: A Biblical Quest die 1995 ausgestrahlt wurde. Rohl war von 1996 bis 2003 Präsident der „Sussex Egyptology Society“ (SES) sowie von 2001 bis 2004 Präsident des „Institute for the Study of Interdisciplinary Sciences“.

## Publikationen (Auswahl)
- A test of time. Band 1: The Bible, from myth to history. Century, London 1995, ISBN 0-7126-5913-7; Band 2: Legend, the Genesis of civilisation. Century, London 1998, ISBN 0-7126-7747-X.
  - Pharaonen und Propheten. Droemer Knaur, München 1996, ISBN 3-426-26871-X (deutsche Ausgabe).
- Legend: the Genesis of Civilisation. Century, London 1998, ISBN 0-7126-7747-X.
- The Lost Testament. From Eden to Exile. The five-thousand-year History of the People of the Bible. Century, London 2002, ISBN 0-7126-6993-0.
- The Lords of Avaris. Uncovering the Legendary Origins of Western Civilisation. Century, London 2007, ISBN 0-7126-7762-3.